# Breedsprietwants
De breedsprietwants (Heterotoma planicornis) is een wants uit de familie van de blindwantsen (Miridae). De soort werd het eerst wetenschappelijk beschreven door Pallas in 1772.

## Uiterlijk
Deze langwerpig ovale wants kan 4,5 tot 5,5 mm lang worden en is altijd langvleugelig. Het lichaam is zwart met witte schubjes en de pootjes zijn groen en geel. Meest opvallend zijn de brede zwartbehaarde eerste twee antennesegmenten. De laatste twee segmenten zijn wit aan de basis.

## Leefwijze
De soort kent één generatie per jaar en kan worden waargenomen van juni tot oktober. Hij leeft op kruiden en stuiken zoals Braam (Rubus), Brem (Cytisus scoparius) en grote brandnetel (Urtica dioica) waar hij zuigt aan de vruchten en knoppen. Ook insecten als bladluizen (Aphidoidea) en diverse rupsen en eitjes staan op het menu.

## Leefgebied
De soort komt oorspronkelijk uit Noord-Amerika en Oceanië en komt nu ook voor in het Palearctisch gebied.
In Nederland is de wants zeer algemeen. 

## Afbeeldingen

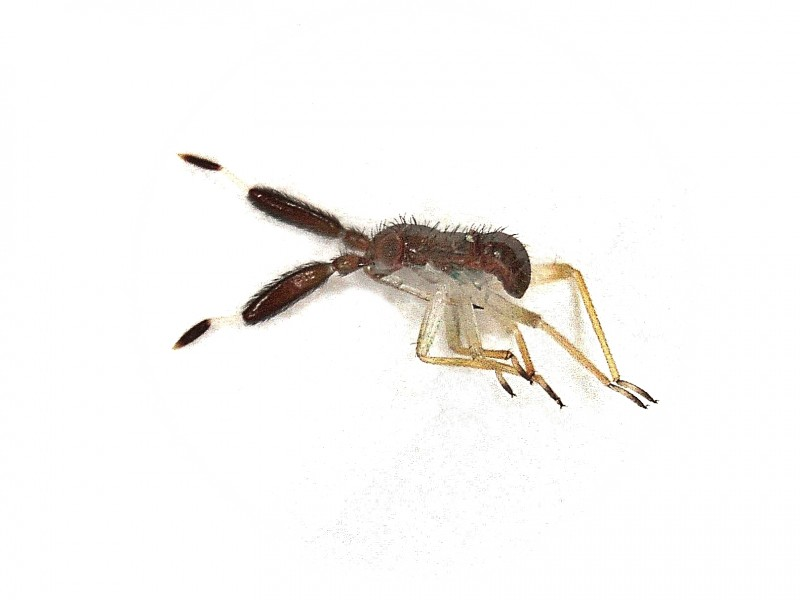
jonge nimf
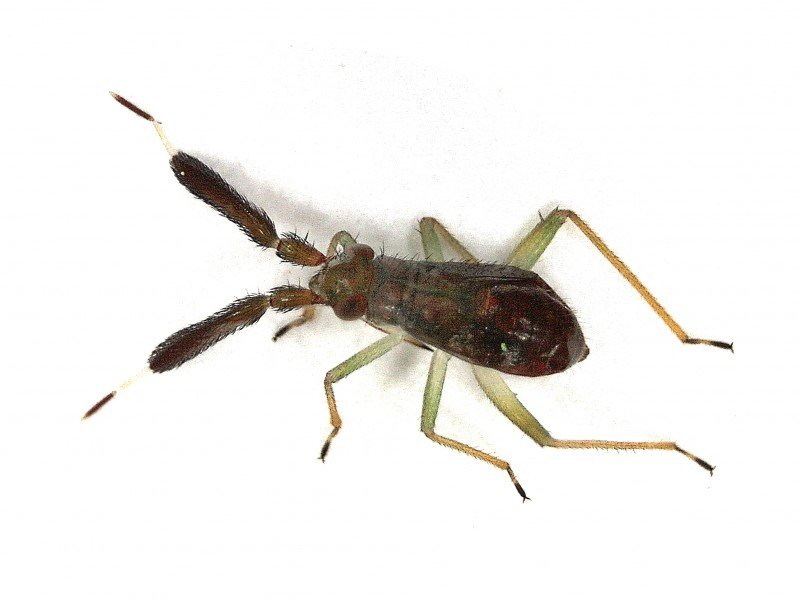
nimf
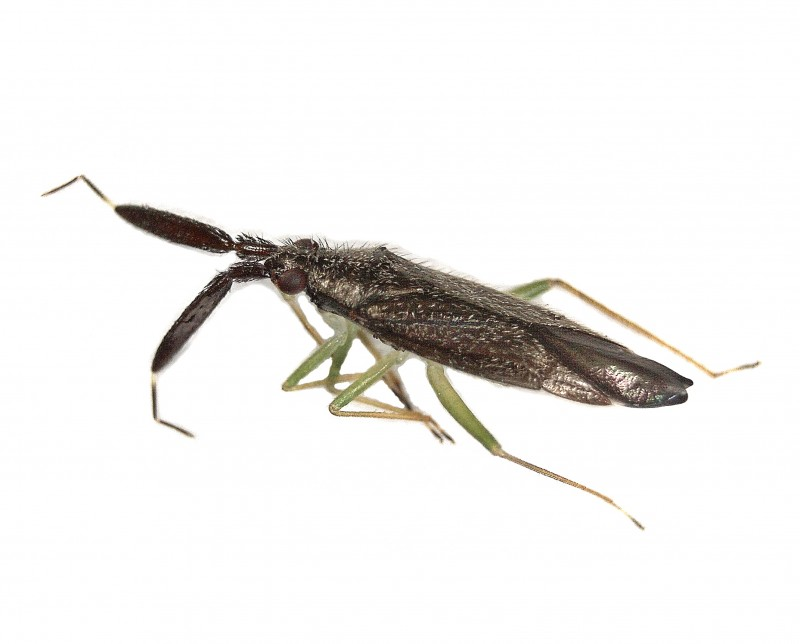
imago